# Mission Biologique de Galice

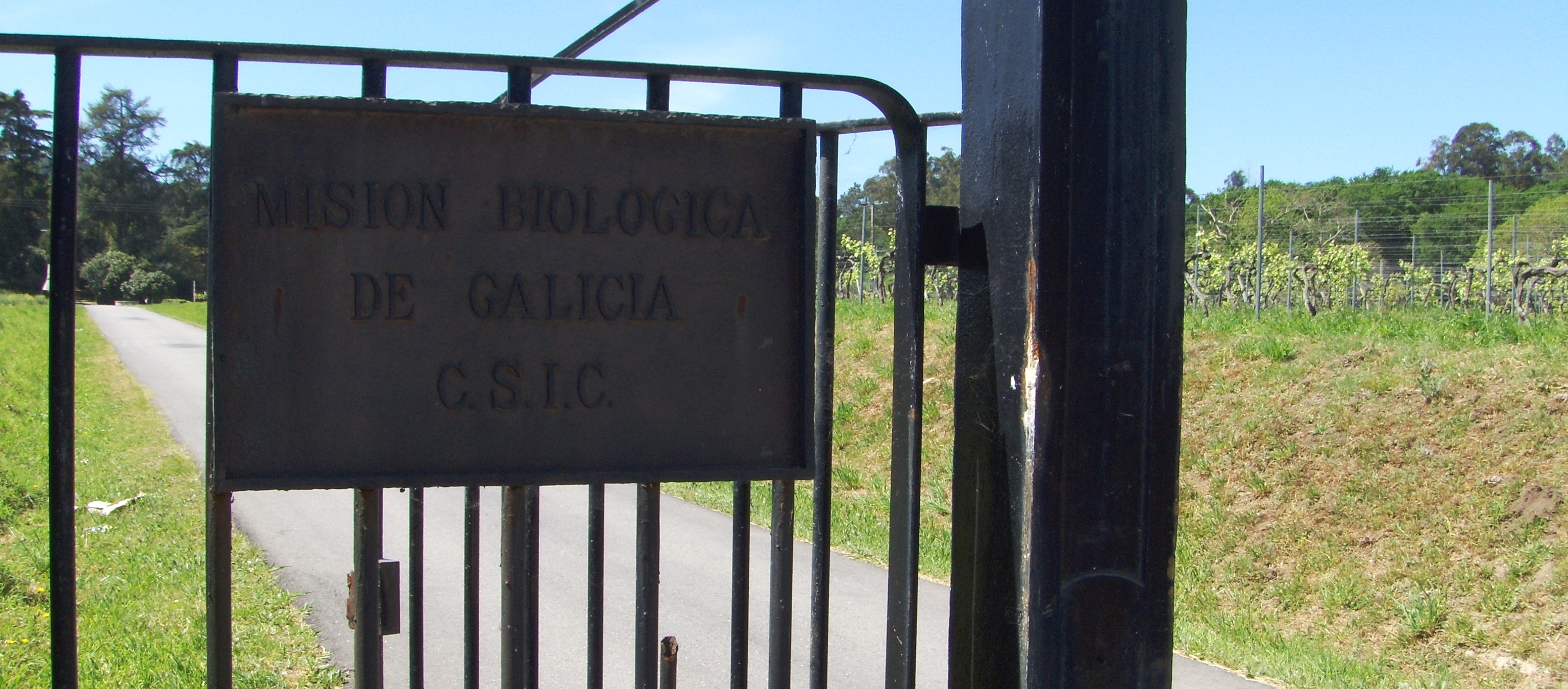
Mission biologique de Galice (CSIC).
Écriteau à l'entrée du domaine.

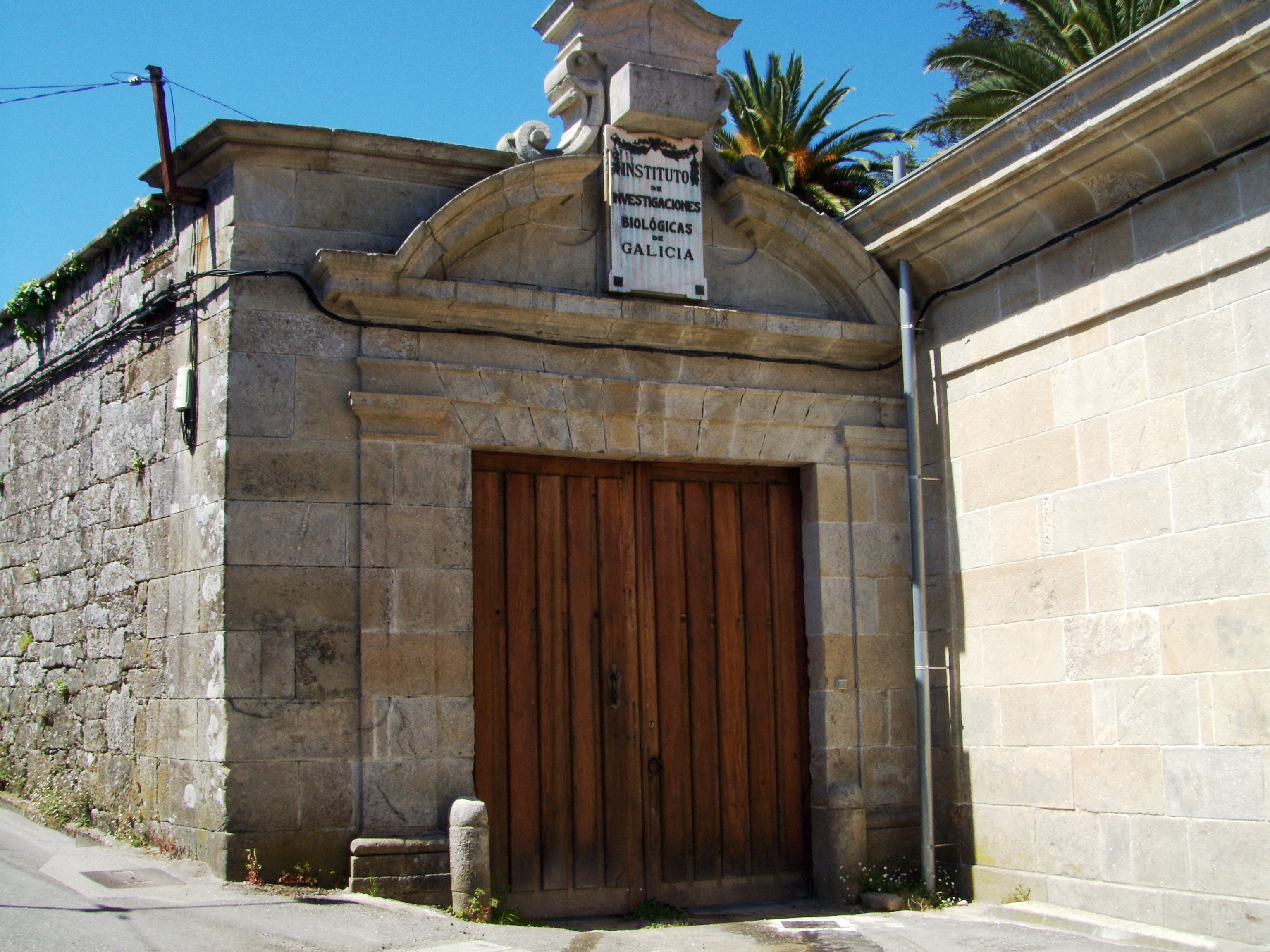
Une des portes du pazo.

La Mission Biologique de Galice est un centre du Conseil supérieur de la recherche scientifique situé dans la paroisse civile de Salcedo dans la commune de Pontevedra en Espagne. Il s'agit du plus ancien institut de recherche du Conseil supérieur de la recherche scientifique en Galice et du plus ancien institut de recherche agricole en Espagne.   

## Histoire
La Mission Biologique de Galice a été créée par le Conseil pour l'extension des études et de la recherche scientifiques en avril 1921. Son premier siège a été l'École des vétérinaires de Saint-Jacques-de-Compostelle, dirigée par Cruz Gallástegui. La mission est restée à Saint-Jacques-de-Compostelle jusqu'en 1926, date à laquelle l'école de médecine vétérinaire a disparu. En 1927, le Conseil provincial de Pontevedra a offert une nouvelle place à la Mission biologique, qui a déménagé en 1928 d'abord au domaine La Tablada à Campolongo et plus tard au palais qui appartenait à l'archevêque Malvar à Salcedo, le Pazo de Gandarón, où il est resté jusqu'à aujourd'hui.
À partir de 1930, les activités de l'institution se sont concentrées sur l'amélioration génétique du maïs, la variété de châtaigniers résistants à la teinture et la promotion en Espagne de la race porcine anglaise Large white.
Entre 1940 et 1950, la Mission a consolidé ses premières lignes de recherche sur la génétique et la physiologie des plantes et des animaux. 
Entre 1960 et 1973, les lignes de recherche ont connu une interruption jusqu'en 1973, date à laquelle Armando Ordás a repris la ligne d'amélioration génétique du maïs et a créé un syndicat de semences. 
À partir de 1980, de nouvelles recherches sont ouvertes, basées sur la culture de légumineuses, de Brassicaceae et de vignes.
Actuellement, le centre travaille à l'amélioration des cultures pour les adapter aux conséquences du changement climatique et se consacre à la recherche agricole et forestière.

## Description
Ses installations se composent de trois bâtiments principaux et de plusieurs bâtiments secondaires, disposés sur un terrain de douze hectares appartenant au Conseil provincial de Pontevedra (Députation provinciale de Pontevedra).  
En avril 2021 elle compte 12 scientifiques et 2 chercheurs postdoctoraux parmi son personnel. Huit groupes de recherche et près de quatre-vingts personnes en tout travaillent au sein de la Mission biologique de Galice. 
Le financement de la Mission biologique provient principalement des budgets généraux de l'État et du Conseil provincial de Pontevedra.

### Installations
Le bâtiment d'origine de la propriété était le pazo de Gandarón, qui avait un grenier galicien, un pigeonnier, deux points de vue et plusieurs granges et petites étables. Pour l'adapter à son nouvel usage, le bâtiment a subi des rénovations. Des entrepôts ont été construits pour l'élevage de porcs, qui ont ensuite été transformés en laboratoires et bureaux. 
- Domaine. Il se compose de douze hectares, dont dix sont cultivables . Il est divisé en lots dont la division et la dénomination obéissent à leur usage d'origine. Dans l'un d'eux, une forêt autochtone est conservée et d'autres sont consacrées aux jardins, dans lesquels se distingue la collection de camélias. Il y a plusieurs bâtiments dans le domaine, y compris une tonnelle, un étang et divers ensembles de tables et bancs en pierre. Il y a également un grenier galicien et une cave à cidre.
- Pazo de la Carballeira de Gandarón. Il a été construit par l'archevêque Sebastián Malvar à la fin du XVIIIe siècle comme résidence familiale[4].
- Bâtiment Miguel Odriozola. Il a été construit dans les années 40 pour l'élevage porcin, dans le cadre d'une recherche sur la génétique animale initiée par Miguel Odriozola au cours de la décennie précédente. Lorsque ces recherches ont été finies en 1987, il a été décidé de rénover le bâtiment. Cette rénovation a été réalisée entre 2002 et 2003 par l'architecte Mauro Lomba[9].
- Bâtiment Cruz Gallástegui. Il a été construit dans les années 1960 par l'architecte Alejandro de la Sota, étant la première œuvre de cet architecte. Sa construction était destinée à abriter les bureaux qui se trouvaient jusqu'à présent dans le palais. Le bâtiment a été occupé en 1969-1970[10],[11].

En février 2022, le CSIC a intégré l'Institut de recherche agrobiologique de Galice (basé à Saint-Jacques-de-Compostelle) à la Mission Biologique de Galice.

### Objectifs
L'objectif général de la mission biologique est de développer du matériel génétique pour l'agriculture qui a moins de besoins en engrais et en irrigation, tolère le stress biotique et abiotique et est de meilleure qualité. En même temps, on a essayé d'approfondir la connaissance des processus génétiques impliqués dans l'adaptation et l'évolution, la résistance au stress et la qualité des espèces végétales cultivées. 

## Voir également
- Conseil supérieur de la recherche scientifique
- Salcedo
- École d'ingénieurs forestiers de Pontevedra